# 長崎漁港

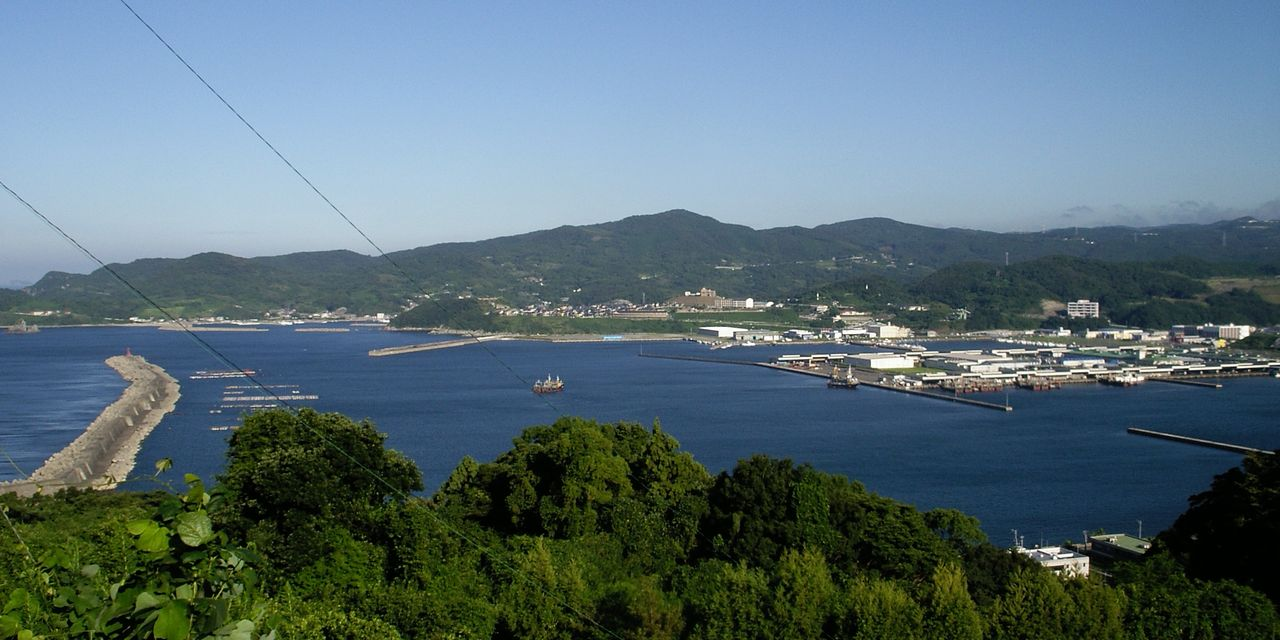
長崎漁港。左奥が三重地区、右手前が畝刈地区

長崎漁港（ながさきぎょこう）は、長崎県長崎市にある特定第3種漁港である。
かつては長崎港内に位置していたが、1989年（平成元年）に主な漁港機能を長崎市北西部の畝刈・三重地区に移転した。長崎港と区別するために新長崎漁港（しんながさきぎょこう）と呼ばれることもある。

## 概要
- 管理者 - 長崎県
- 漁業協同組合 - 長崎市新三重
- 組合員数 - 227名（2001年（平成13年）12月）
- 漁港番号 - 4538010
- 水揚量 - 61,813t（平成30年）【全国10位】[1]
- 主な漁業 - まき網漁業、底引き網漁業、釣り（近海カツオ一本釣り）

東シナ海を漁場とする底引き網漁業「以西底引き」の重要な拠点である。
また、漁港南岸の多以良町には農林水産省 水産庁水産研究・教育機構水産技術研究所本所、長崎大学環東シナ海海洋環境資源研究センター、長崎県総合水産試験場の３研究施設が並んでいる。これらの研究施設前にある埠頭には、水産研究・教育機構水産技術研究所の漁業調査船陽光丸、長崎大学水産学部の練習船２隻（長崎丸、鶴洋丸）や長崎県警察の巡視艇などが着岸している。

## 沿革
- 1951年9月7日 - 特定第3種漁港に指定（銚子漁港に次いで、全国で２港目）
- 1972年 - 畝刈・三重地区の新漁港建設が竣工。三重浦の遠浅の海岸に埋立・浚渫を施し、湾口に防波堤を建設した。周囲は加工場・住宅地の造成も進められ、都市化が進んだ。
- 1987年8月末 - 台風12号により、完成間近の新漁港が大きな被害を受けた。
- 1989年 - 漁港機能を畝刈・三重地区へ移転した。
- 2019年 - 漁港防災緑地おのうえの丘が長崎県庁舎、長崎県警察本部庁舎とともに2019年度グッドデザイン賞[2]、土木学会デザイン賞優秀賞受賞[3]。

## 主な魚種
- ハモ - 2002年全国陸揚量第1位
- アジ類 - 2002年（平成14年）全国陸揚量第2位
- サワラ - 2002年全国陸揚量第2位
- ヒラメ - 2002年全国陸揚量第2位
- サメ類 - 2002年全国陸揚量第5位
- アワビ - 2002年全国陸揚量第8位
- ブリ - 2002年全国陸揚量第10位
- サバ
- イワシ類